# Världsmästerskapen i sprint (bancykling)
Världsmästerskapen i sprint har arrangerats av UCI för herrar (amatörer) som en del av Världsmästerskapen i bancykling sedan starten 1893 och är därmed den enda kvarvarande disciplinen. 1895 infördes sprint även för professionella (1993 upphörde sedan uppdelningen i amatörer och professionella) Sprint har även ingått  sedan första upplagan av damernas mästerskap 1958 (tillsammans med individuellt förföljelselopp).
Flest segrar på herrsidan har Koichi Nakano som vann tio år i rad, från 1977 till 1986. På damsidan har Galina Jermolajeva, Galina Tsarjeva och Victoria Pendleton sex segrar var.

## Podieplaceringar

### Herrar – amatörer
| År        | Vinnare                                     | Tvåa                                        | Trea                                        |
| 1893      | Arthur A. Zimmerman                         | John S. Johnson                             | John Bliss                                  |
| 1894      | August Lehr                                 | Jaap Eden                                   | William Broadbridge                         |
| 1895      | Jaap Eden                                   | Christian Ingemann                          | Jean Schaaf                                 |
| 1896      | Harry Reynolds                              | Edwin Schräder                              | Charles Guillaumet                          |
| 1897      | Edwin Schräder                              | W. P. Fawcett                               | Harry Reynolds                              |
| 1898      | Paul Albert                                 | Ludwig Opel                                 | Thomas Summersgill                          |
| 1899      | Thomas Summersgill                          | Earl Peabody                                | John Caldow                                 |
| 1900      | Alphonse Didier-Nauts                       | John Henry Lake                             | Ferdinand Vasserot                          |
| 1901      | Émile Maitrot                               | Léon Veljtruba                              | Heinrich Struth                             |
| 1902      | Charles Picard                              | Léon Delaborde                              | Orla Nord                                   |
| 1903      | Arthur L. Reed                              | Jimmy Benyon                                | C. Hellemann                                |
| 1904      | Marcus Hurley                               | Arthur L. Reed                              | Jimmy Benyon                                |
| 1905      | Jimmy Benyon                                | H. D. Buck                                  | Eugène Debognies                            |
| 1906      | Francesco Verri                             | Émile Delage                                | Dario Rondelli                              |
| 1907      | Jean Devoissoux                             | Alexandre Auffray                           | Camille Avrillon                            |
| 1908      | Victor Johnson                              | Benjamin Jones                              | Émile Demangel                              |
| 1909      | William Bailey                              | Karl Neumer                                 | Maurice Schilles                            |
| 1910      | William Bailey                              | Karl Neumer                                 | Paul Texier                                 |
| 1911      | William Bailey                              | Angelo Feroci                               | Guido Gasparinetti                          |
| 1912      | Donald McDougall                            | Harry Kaiser                                | James Diver                                 |
| 1913      | William Bailey                              | Harry Ryan                                  | Christel Rode                               |
| 1914–1919 | ej avhållet på grund av första världskriget | ej avhållet på grund av första världskriget | ej avhållet på grund av första världskriget |
| 1920      | Maurice Peeters                             | Thomas Johnson                              | Gerald Halpin                               |
| 1921      | Henry Brask Andersen                        | Erik Kjeldsen                               | Johan Normann                               |
| 1922      | Thomas Johnson                              | Maurice Peeters                             | William Ormston                             |
| 1923      | Lucien Michard                              | Antoine Mazairac                            | Gerard Bosch van Drakestein                 |
| 1924      | Lucien Michard                              | Lucien Faucheux                             | Henry F. Fuller                             |
| 1925      | Jaap Meijer                                 | Antoine Mazairac                            | Bernardus Leene                             |
| 1926      | Avanti Martinetti                           | Léon Galvaing                               | Antoine Mazairac                            |
| 1927      | Mathias Engel                               | Willy Falck Hansen                          | Peter Steffes                               |
| 1928      | Willy Falck Hansen                          | Roger Beaufrand                             | Jack Standen                                |
| 1929      | Antoine Mazairac                            | Sydney Cozens                               | Willy Gervin                                |
| 1930      | Louis Gérardin                              | Sydney Cozens                               | Bruno Pellizzari                            |
| 1931      | Helge Harder                                | Willy Gervin                                | Anker Meyer-Andersen                        |
| 1932      | Albert Richter                              | Nino Mozzo                                  | Willi Frach                                 |
| 1933      | Jacobus van Egmond                          | Roland Ulrich                               | Anker Meyer-Andersen                        |
| 1934      | Benedetto Pola                              | Arie van Vliet                              | Christian Lenté                             |
| 1935      | Toni Merkens                                | Arie van Vliet                              | Jef van de Vijver                           |
| 1936      | Arie van Vliet                              | Pierre Georget                              | Henri Collard                               |
| 1937      | Jef van de Vijver                           | Pierre Georget                              | Hendrik Ooms                                |
| 1938      | Jef van de Vijver                           | Bruno Loatti                                | Jan Derksen                                 |
| 1939      | Jan Derksen                                 | Italo Astolfi                               | Gerhard Purann                              |
| 1940–1945 | ej avhållet på grund av andra världskriget  | ej avhållet på grund av andra världskriget  | ej avhållet på grund av andra världskriget  |
| 1946      | Oscar Plattner                              | Axel Schandorff                             | Cornelis Byster                             |
| 1947      | Reginald Harris                             | Cornelis Byster                             | Henri Sensever                              |

| År   | Vinnare                    | Tvåa                       | Trea                       |
| 1948 | Mario Ghella               | Axel Schandorff            | Reginald Harris            |
| 1949 | Sydney Patterson           | Jacques Bellenger          | John Held                  |
| 1950 | Maurice Verdeun            | Pierre Even                | Jan Hijzelendoorn          |
| 1951 | Enzo Sacchi                | Russell Mockridge          | Marino Morettini           |
| 1952 | Enzo Sacchi                | Marino Morettini           | Cyril Peacock              |
| 1953 | Marino Morettini           | Cesare Pinarello           | Werner Potzernheim         |
| 1954 | Cyril Peacock              | John Tressider             | Roger Gaignard             |
| 1955 | Giuseppe Ogna              | Jorge Bátiz                | John Tressider             |
| 1956 | Michel Rousseau            | Jorge Bátiz                | Guglielmo Pesenti          |
| 1957 | Michel Rousseau            | Guglielmo Pesenti          | Valentino Gasparella       |
| 1958 | Valentino Gasparella       | Sante Gaiardoni            | Richard Ploog              |
| 1959 | Valentino Gasparella       | Sante Gaiardoni            | André Gruchet              |
| 1960 | Sante Gaiardoni            | Leo Sterckx                | David Handley              |
| 1961 | Sergio Bianchetto          | Giuseppe Beghetto          | Ron Baensch                |
| 1962 | Sergio Bianchetto          | Giuseppe Beghetto          | Pierre Trentin             |
| 1963 | Patrick Sercu              | Sergio Bianchetto          | Pierre Trentin             |
| 1964 | Pierre Trentin             | Daniel Morelon             | Sergio Bianchetto          |
| 1965 | Omar Pchakadze             | Giordano Turrini           | Daniel Morelon             |
| 1966 | Daniel Morelon             | Pierre Trentin             | Omar Pchakadze             |
| 1967 | Daniel Morelon             | Pierre Trentin             | Luigi Borghetti            |
| 1968 | Luigi Borghetti            | Niels Fredborg             | Robert Van Lancker         |
| 1969 | Daniel Morelon             | Omar Pchakadze             | Peder Pedersen             |
| 1970 | Daniel Morelon             | Peder Pedersen             | Gérard Quintyn             |
| 1971 | Daniel Morelon             | Sergij Kravtsov            | Ivan Kucirek               |
| 1972 | ersatt av Olympiska spelen | ersatt av Olympiska spelen | ersatt av Olympiska spelen |
| 1973 | Daniel Morelon             | Anatolij Jablunovskij      | Giorgi Rossi               |
| 1974 | Anton Tkáč                 | Sergïj Kravtsov            | Giorgi Rossi               |
| 1975 | Daniel Morelon             | Giorgi Rossi               | Emanuel Raasch             |
| 1976 | ersatt av Olympiska spelen | ersatt av Olympiska spelen | ersatt av Olympiska spelen |
| 1977 | Hans-Jürgen Geschke        | Emanuel Raasch             | Lutz Hesslich              |
| 1978 | Anton Tkáč                 | Emanuel Raasch             | Christian Dresscher        |
| 1979 | Lutz Hesslich              | Emanuel Raasch             | Christian Dresscher        |
| 1980 | ersatt av Olympiska spelen | ersatt av Olympiska spelen | ersatt av Olympiska spelen |
| 1981 | Sergej Kopjlov             | Lutz Hesslich              | Detlef Uibel               |
| 1982 | Sergej Kopjlov             | Lutz Hesslich              | Emzar Gulachvili           |
| 1983 | Lutz Hesslich              | Sergej Kopjlov             | Michael Hübner             |
| 1984 | ersatt av Olympiska spelen | ersatt av Olympiska spelen | ersatt av Olympiska spelen |
| 1985 | Lutz Hesslich              | Michael Hübner             | Ralf-Guido Kuschy          |
| 1986 | Michael Hübner             | Lutz Hesslich              | Ralf-Guido Kuschy          |
| 1987 | Lutz Hesslich              | Bill Huck                  | Michael Hübner             |
| 1988 | ersatt av Olympiska spelen | ersatt av Olympiska spelen | ersatt av Olympiska spelen |
| 1989 | Bill Huck                  | Michael Hübner             | Nikolaj Kovsj              |
| 1990 | Bill Huck                  | Curtis Harnett             | Jens Fiedler               |
| 1991 | Jens Fiedler               | Bill Huck                  | Gary Neiwand               |
| 1982 | ersatt av Olympiska spelen | ersatt av Olympiska spelen | ersatt av Olympiska spelen |

### Herrar – professionella/elit
| År        | Vinnare                                     | Tvåa                | Trea                      |
| 1895      | Robert Protin                               | George Banker       | Emile Huet                |
| 1896      | Paul Bourrillon                             | Charles Barden      | Edmond Jacquelin          |
| 1897      | Willy Arend                                 | Charles Barden      | Paul Nossam               |
| 1898      | George Banker                               | Franz Verheyen      | Edmond Jacquelin          |
| 1899      | Marshall Walter Taylor                      | Tom Butler          | Gaston Courbe d'Outrelon  |
| 1900      | Edmond Jacquelin                            | Harie Meyers        | Willy Arend               |
| 1901      | Thorvald Ellegaard                          | Edmond Jacquelin    | Gustav Schilling          |
| 1902      | Thorvald Ellegaard                          | Harie Meyers        | Pietro Bixio              |
| 1903      | Thorvald Ellegaard                          | Willy Arend         | Harie Meyers              |
| 1904      | Iver Lawson                                 | Thorvald Ellegaard  | Henri Mayer               |
| 1905      | Gabriel Poulain                             | Thorvald Ellegaard  | Henri Mayer               |
| 1906      | Thorvald Ellegaard                          | Gabriel Poulain     | Émile Friol               |
| 1907      | Émile Friol                                 | Henri Mayer         | Walter Rütt               |
| 1908      | Thorvald Ellegaard                          | Gabriel Poulain     | Charles-Louis Vanden Born |
| 1909      | Victor Dupré                                | Gabriel Poulain     | Walter Rütt               |
| 1910      | Emile Friol                                 | Thorvald Ellegaard  | Walter Rütt               |
| 1911      | Thorvald Ellegaard                          | Léon Hourlier       | Julien Pouchois           |
| 1912      | Frank Kramer                                | Alfred Grenda       | André Perchicot           |
| 1913      | Walter Rütt                                 | Thorvald Ellegaard  | André Perchicot           |
| 1914-1919 | ej avhållet på grund av första världskriget |                     |                           |
| 1920      | Robert Spears                               | Ernst Kaufmann      | William Bayley            |
| 1921      | Piet Moeskops                               | Robert Spears       | Pierre Sergent            |
| 1922      | Piet Moeskops                               | Robert Spears       | Aloïs De Graeve           |
| 1923      | Piet Moeskops                               | Gabriel Poulain     | Ernst Kaufmann            |
| 1924      | Piet Moeskops                               | Ernst Kaufmann      | Maurice Schilles          |
| 1925      | Ernst Kaufmann                              | Maurice Schilles    | Lucien Michard            |
| 1926      | Piet Moeskops                               | Cesare Moretti sr.  | Lucien Michard            |
| 1927      | Lucien Michard                              | Ernst Kaufmann      | Lucien Faucheux           |
| 1928      | Lucien Michard                              | Lucien Faucheux     | Ernst Kaufmann            |
| 1929      | Lucien Michard                              | Piet Moeskops       | Ernst Kaufmann            |
| 1930      | Lucien Michard                              | Piet Moeskops       | Orlando Piani             |
| 1931      | Willy Falck Hansen                          | Lucien Michard      | Jef Scherens              |
| 1932      | Jef Scherens                                | Lucien Michard      | Mathias Engel             |
| 1933      | Jef Scherens                                | Lucien Michard      | Albert Richter            |
| 1934      | Jef Scherens                                | Albert Richter      | Louis Gérardin            |
| 1935      | Jef Scherens                                | Albert Richter      | Louis Gérardin            |
| 1936      | Jef Scherens                                | Louis Gérardin      | Albert Richter            |
| 1937      | Jef Scherens                                | Arie van Vliet      | Albert Richter            |
| 1938      | Arie van Vliet                              | Jef Scherens        | Albert Richter            |
| 1939      | finalen ej körd                             | finalen ej körd     | Albert Richter            |
| 1940-1945 | ej avhållet på grund av andra världskriget  |                     |                           |
| 1946      | Jan Derksen                                 | Georges Senfftleben | Arie van Vliet            |
| 1947      | Jef Scherens                                | Louis Gérardin      | Georges Senfftleben       |
| 1948      | Arie van Vliet                              | Louis Gérardin      | Georges Senfftleben       |
| 1949      | Reg Harris                                  | Jan Derksen         | Arie van Vliet            |
| 1950      | Reg Harris                                  | Arie van Vliet      | Jan Derksen               |
| 1951      | Reg Harris                                  | Jacques Bellenger   | Sydney Patterson          |
| 1952      | Oscar Plattner                              | Georges Senfftleben | Jan Derksen               |
| 1953      | Arie van Vliet                              | Enzo Sacchi         | Reg Harris                |
| 1954      | Reg Harris                                  | Arie van Vliet      | Enzo Sacchi               |
| 1955      | Antonio Maspes                              | Oscar Plattner      | Arie van Vliet            |
| 1956      | Antonio Maspes                              | Reg Harris          | Oscar Plattner            |
| 1957      | Jan Derksen                                 | Arie van Vliet      | Roger Gaignard            |
| 1958      | Michel Rousseau                             | Enzo Sacchi         | Antonio Maspes            |
| 1959      | Antonio Maspes                              | Michel Rousseau     | Jan Derksen               |
| 1960      | Antonio Maspes                              | Oscar Plattner      | Jos De Bakker             |
| 1961      | Antonio Maspes                              | Michel Rousseau     | Jos De Bakker             |
| 1962      | Antonio Maspes                              | Sante Gaiardoni     | Oscar Plattner            |
| 1963      | Sante Gaiardoni                             | Antonio Maspes      | Jos De Bakker             |
| 1964      | Antonio Maspes                              | Ron Baensch         | Jos De Bakker             |
| 1965      | Giuseppe Beghetto                           | Patrick Sercu       | Ron Baensch               |

| År   | Vinnare            | Tvåa               | Trea                |
| 1966 | Giuseppe Beghetto  | Ron Baensch        | Sante Gaiardoni     |
| 1967 | Patrick Sercu      | Giuseppe Beghetto  | Angelo Damiano      |
| 1968 | Giuseppe Beghetto  | Patrick Sercu      | Giovanni Pettenella |
| 1969 | Patrick Sercu      | Robert Van Lancker | Sante Gaiardoni     |
| 1970 | Gordon Johnson     | Sante Gaiardoni    | Leijn Loevesijn     |
| 1971 | Leijn Loevesijn    | Robert Van Lancker | Giordano Turrini    |
| 1972 | Robert Van Lancker | Gordon Johnson     | Giordano Turrini    |
| 1973 | Robert Van Lancker | Giordano Turrini   | Ezio Cardi          |
| 1974 | Peder Pedersen     | John Nicholson     | Robert Van Lancker  |
| 1975 | John Nicholson     | Peder Pedersen     | Ryoji Abe           |
| 1976 | John Nicholson     | Giordano Turrini   | Joshua Sugata       |
| 1977 | Koichi Nakano      | Joshua Sugata      | John Nicholson      |
| 1978 | Koichi Nakano      | Dieter Berkemann   | Joshua Sugata       |
| 1979 | Koichi Nakano      | Dieter Berkemann   | Michel Vaarten      |
| 1980 | Koichi Nakano      | Masahito Ozaki     | Daniel Morelon      |
| 1981 | Koichi Nakano      | Gordon Singleton   | Kenji Takahashi     |
| 1982 | Koichi Nakano      | Gordon Singleton   | Yavé Cahard         |
| 1983 | Koichi Nakano      | Yavé Cahard        | Ottavio Dazzan      |
| 1984 | Koichi Nakano      | Ottavio Dazzan     | Yavé Cahard         |
| 1985 | Koichi Nakano      | Yoshiyuki Matsueda | Ottavio Dazzan      |
| 1986 | Koichi Nakano      | Hideyuki Matsui    | Nobuyuki Tawara     |
| 1987 | Nobuyuki Tawara    | Hideyuki Matsui    | Claudio Golinelli   |
| 1988 | Stephen Pate       | Claudio Golinelli  | Nobuyuki Tawara     |
| 1989 | Claudio Golinelli  | Yuichiro Kamiyama  | Hideyuki Matsui     |
| 1990 | Michael Hübner     | Claudio Golinelli  | Stephen Pate        |
| 1991 | Carey Hall         | Fabrice Colas      | Stephen Pate        |
| 1992 | Michael Hübner     | Frédéric Magné     | Eric Schoefs        |
| 1993 | Gary Neiwand       | Michael Hübner     | Eyk Pokorny         |
| 1994 | Marty Nothstein    | Darryn Hill        | Michael Hübner      |
| 1995 | Darryn Hill        | Curtis Harnett     | Frédéric Magné      |
| 1996 | Florian Rousseau   | Marty Nothstein    | Darryn Hill         |
| 1997 | Florian Rousseau   | Jens Fiedler       | Darryn Hill         |
| 1998 | Florian Rousseau   | Jens Fiedler       | Laurent Gané        |
| 1999 | Laurent Gané       | Jens Fiedler       | Florian Rousseau    |
| 2000 | Jan Van Eijden     | Laurent Gané       | ej utdelad          |
| 2001 | Arnaud Tournant    | Laurent Gané       | Florian Rousseau    |
| 2002 | Sean Eadie         | Jobie Dajka        | Florian Rousseau    |
| 2003 | Laurent Gané       | Jobie Dajka        | René Wolff          |
| 2004 | Theo Bos           | Laurent Gané       | Ryan Bayley         |
| 2005 | René Wolff         | Mickaël Bourgain   | Jobie Dajka         |
| 2006 | Theo Bos           | Craig MacLean      | Stefan Nimke        |
| 2007 | Theo Bos           | Grégory Baugé      | Mickaël Bourgain    |
| 2008 | Chris Hoy          | Kévin Sireau       | Mickaël Bourgain    |
| 2009 | Grégory Baugé      | Azizulhasni Awang  | Kévin Sireau        |
| 2010 | Grégory Baugé      | Shane Perkins      | Kévin Sireau        |
| 2011 | Jason Kenny        | Chris Hoy          | Mickaël Bourgain    |
| 2012 | Grégory Baugé      | Jason Kenny        | Chris Hoy           |
| 2013 | Stefan Bötticher   | Denis Dmitriev     | François Pervis     |
| 2014 | François Pervis    | Stefan Bötticher   | Denis Dmitriev      |
| 2015 | Grégory Baugé      | Denis Dmitriev     | Quentin Lafargue    |
| 2016 | Jason Kenny        | Matthew Glaetzer   | Denis Dmitriev      |
| 2017 | Denis Dmitriev     | Harrie Lavreysen   | Ethan Mitchell      |
| 2018 | Matthew Glaetzer   | Jack Carlin        | Sébastien Vigier    |
| 2019 | Harrie Lavreysen   | Jeffrey Hoogland   | Mateusz Rudyk       |
| 2020 | Harrie Lavreysen   | Jeffrey Hoogland   | Azizulhasni Awang   |
| 2021 | Harrie Lavreysen   | Jeffrey Hoogland   | Sébastien Vigier    |
| 2022 | Harrie Lavreysen   | Matthew Richardson | Matthew Glaetzer    |
| 2023 | Harrie Lavreysen   | Nicholas Paul      | Jack Carlin         |
| 2024 | Harrie Lavreysen   | Jeffrey Hoogland   | Kaiya Ota           |

### Damer
| År   | Vinnare                    | Tvåa                          | Trea                       |
| 1958 | Galina Jermolajeva         | Valentina Maksimova           | Jean Dunn                  |
| 1959 | Galina Jermolajeva         | Valentina Maksimova           | Jean Dunn                  |
| 1960 | Galina Jermolajeva         | Valentina Maksimova-Pantilova | Jean Dunn                  |
| 1961 | Galina Jermolajeva         | Valentina Maksimova-Pantilova | Jean Dunn                  |
| 1962 | Valentina Savina           | Iryna Kyrytsenko              | Jean Dunn                  |
| 1963 | Galina Jermolajeva         | Iryna Kyrytsenko              | Valentina Savina           |
| 1964 | Iryna Kyrytsenko           | Galina Jermolajeva            | Gisèle Caille              |
| 1965 | Valentina Savina           | Galina Jermolajeva            | Karin Stüwe                |
| 1966 | Iryna Kyrytsenko           | Valentina Savina              | Heidi Blobner              |
| 1967 | Valentina Savina           | Iryna Kyrytsenko              | Galina Jermolajeva         |
| 1968 | Alla Bagijants             | Iryna Kyrytsenko              | Galina Jermolajeva         |
| 1969 | Galina Tsarjeva            | Galina Jermolajeva            | Iryna Kyrytsenko           |
| 1970 | Galina Tsarjeva            | Galina Jermolajeva            | Valentina Savina           |
| 1971 | Galina Tsarjeva            | Galina Jermolajeva            | Iva Zajíčková              |
| 1972 | Galina Jermolajeva         | Minie Brinkhoff               | Sheila Young               |
| 1973 | Sheila Young               | Iva Zajíčková                 | Galina Jermolajeva         |
| 1974 | Tamara Pilsjtjikova        | Sue Novarra                   | Galina Tsarjeva            |
| 1975 | Sue Novarra                | Iva Zajíčková                 | Sheila Young               |
| 1976 | Sheila Young               | Sue Novarra                   | Iva Zajíčková              |
| 1977 | Galina Tsarjeva            | Sue Novarra                   | Iva Zajíčková              |
| 1978 | Galina Tsarjeva            | Sue Novarra                   | Iva Zajíčková              |
| 1979 | Galina Tsarjeva            | Truus van der Plaat           | Sue Novarra                |
| 1980 | Sue Novarra                | Galina Tsarjeva               | Claudia Lommatzsch         |
| 1981 | Sheila Young               | Claudine Vierstraete          | Claudia Lommatzsch         |
| 1982 | Connie Paraskevin          | Sheila Young                  | Claudia Lommatzsch         |
| 1983 | Connie Paraskevin          | Claudia Lommatzsch            | Isabelle Nicoloso          |
| 1984 | Connie Paraskevin          | Erika Salumäe                 | Zhou Suying                |
| 1985 | Isabelle Nicoloso          | Connie Paraskevin             | Natalja Krusjelnitskaja    |
| 1986 | Christa Rothenburger       | Erika Salumäe                 | Connie Paraskevin          |
| 1987 | Erika Salumäe              | Christa Rothenburger          | Connie Paraskevin          |
| 1988 | ersatt av Olympiska spelen | ersatt av Olympiska spelen    | ersatt av Olympiska spelen |
| 1989 | Erika Salumäe              | Galina Jenjuchina             | Isabelle Gautheron         |
| 1990 | Connie Paraskevin          | Renée Duprel                  | Rita Razmaitė              |
| 1991 | Ingrid Haringa             | Annett Neumann                | Connie Paraskevin          |

| År   | Vinnare                    | Tvåa                       | Trea                       |
| 1992 | ersatt av Olympiska spelen | ersatt av Olympiska spelen | ersatt av Olympiska spelen |
| 1993 | Tanya Dubnicoff            | Ingrid Haringa             | Nathalie Even-Lancien      |
| 1994 | Galina Jenjuchina          | Félicia Ballanger          | Oksana Grisjina            |
| 1995 | Félicia Ballanger          | Olga Sljusareva            | Erika Salumäe              |
| 1996 | Félicia Ballanger          | Annett Neumann             | Magali Humbert             |
| 1997 | Félicia Ballanger          | Michelle Ferris            | Oksana Grisjina            |
| 1998 | Félicia Ballanger          | Michelle Ferris            | Tanya Dubnicoff            |
| 1999 | Félicia Ballanger          | Michelle Ferris            | Tanya Dubnicoff            |
| 2000 | Natallja Tsylinskaja       | Lori-Ann Muenzer           | Katrin Meinke              |
| 2001 | Svetlana Grankovskaja      | Tammy Thomas               | Lori-Ann Muenzer           |
| 2002 | Natallja Tsylinskaja       | Kerrie Meares              | Katrin Meinke              |
| 2003 | Svetlana Grankovskaja      | Natallja Tsylinskaja       | Nancy Contreras            |
| 2004 | Svetlana Grankovskaja      | Anna Meares                | Lori-Ann Muenzer           |
| 2005 | Victoria Pendleton         | Tamilla Abasova            | Anna Meares                |
| 2006 | Natallja Tsylinskaja       | Victoria Pendleton         | Guo Shuang                 |
| 2007 | Victoria Pendleton         | Guo Shuang                 | Anna Meares                |
| 2008 | Victoria Pendleton         | Simona Krupeckaitė         | Jennie Reed                |
| 2009 | Victoria Pendleton         | Willy Kanis                | Simona Krupeckaitė         |
| 2010 | Victoria Pendleton         | Guo Shuang                 | Simona Krupeckaitė         |
| 2011 | Anna Meares                | Simona Krupeckaitė         | Victoria Pendleton         |
| 2012 | Victoria Pendleton         | Simona Krupeckaitė         | Anna Meares                |
| 2013 | Rebecca James              | Miriam Welte               | Lee Wai Sze                |
| 2014 | Kristina Vogel             | Zhong Tianshi              | Lin Junhong                |
| 2015 | Kristina Vogel             | Elis Ligtlee               | Zhong Tianshi              |
| 2016 | Zhong Tianshi              | Lin Junhong                | Kristina Vogel             |
| 2017 | Kristina Vogel             | Stephanie Morton           | Lee Wai Sze                |
| 2018 | Kristina Vogel             | Stephanie Morton           | Pauline Grabosch           |
| 2019 | Lee Wai Sze                | Stephanie Morton           | Mathilde Gros              |
| 2020 | Emma Hinze                 | Anastasia Vojnova          | Lee Wai Sze                |
| 2021 | Emma Hinze                 | Lea Friedrich              | Kelsey Mitchell            |
| 2022 | Mathilde Gros              | Lea Friedrich              | Emma Hinze                 |
| 2023 | Emma Finucane              | Lea Friedrich              | Ellesse Andrews            |
| 2024 | Emma Finucane              | Hetty van de Wouw          | Mina Sato                  |